# Compuesto de organoyodo

Fórmula estructural de un compuesto organoyodado, mostrando un átomo de yodo unido a un radical orgánico.

Los compuestos de organoyodo o compuestos organoyodados son compuestos orgánicos que contienen uno o más enlaces carbono-yodo. Son ampliamente producidos en química orgánica, pero son relativamente raros en la naturaleza. La hormona tiroxina es un compuesto organoyodado necesario para la salud y esa es la razón de la legislación de algunos gobiernos relativa a la yodación de la sal.

## Estructura, enlace y propiedades generales
Casi todos los compuestos de organoyodo se caracterizan por poseer un átomo de yodo enlazado a un centro de carbono. Estos se suelen clasificar como derivados del ion yoduro I-. Algunos organoyodados se caracterizan por tener el yodo en un estado de oxidación más alto.
El enlace C-I es el más débil de los enlaces químicos carbono-halógeno. La fortaleza relativa de estos enlaces se correlaciona con la electronegatividad de los halógenos, que disminuye en el orden F > Cl > Br > I. Este orden periódico también sigue el orden del radio atómico de los halógenos y de la longitud del enlace carbono-halógeno. Por ejemplo, en las moléculas representadas por CH3X, donde X es un haluro, los enlaces Carbono-X tienen una energía de disociación de enlace de 115 kcal/mol, 83,7 kcal/mol, 72,1 kcal/mol, y 57,6 kcal/mol para X = fluoruro, cloruro, bromuro y yoduro, respectivamente. Entre los haluros, el yoduro es por lo general el mejor grupo saliente. 
| C-F          | C-Cl          | C-Br          | C-I           |
| ------------ | ------------- | ------------- | ------------- |
| 115 kcal/mol | 83,7 kcal/mol | 72,1 kcal/mol | 57,6 kcal/mol |

Debido a la debilidad del enlace C–I, las muestras de organoyodados presentan a menudo un color amarillento debido a la presencia de impurezas de I2.
Un aspecto a destacar de los compuestos organoyodados es su alta densidad, que procede del elevado peso atómico del yodo. Por ejemplo, un mililitro de yoduro de metileno pesa 3,325 g.

## Aplicaciones industriales y médicas
Algunos de los compuestos organoyodados son importantes industrialmente, por lo menos en términos de producción a gran escala. Compuestos intermedios que contienen yoduro son comunes en las síntesis orgánicas, debido a la fácil formación y ruptura del enlace C-I. Ciertos organoyodados de importancia industrial se utilizan a menudo como desinfectantes y pesticidas, como el yodoformo (CHI3), yoduro de metileno (CH2I2), y yoduro de metilo (CH3I)

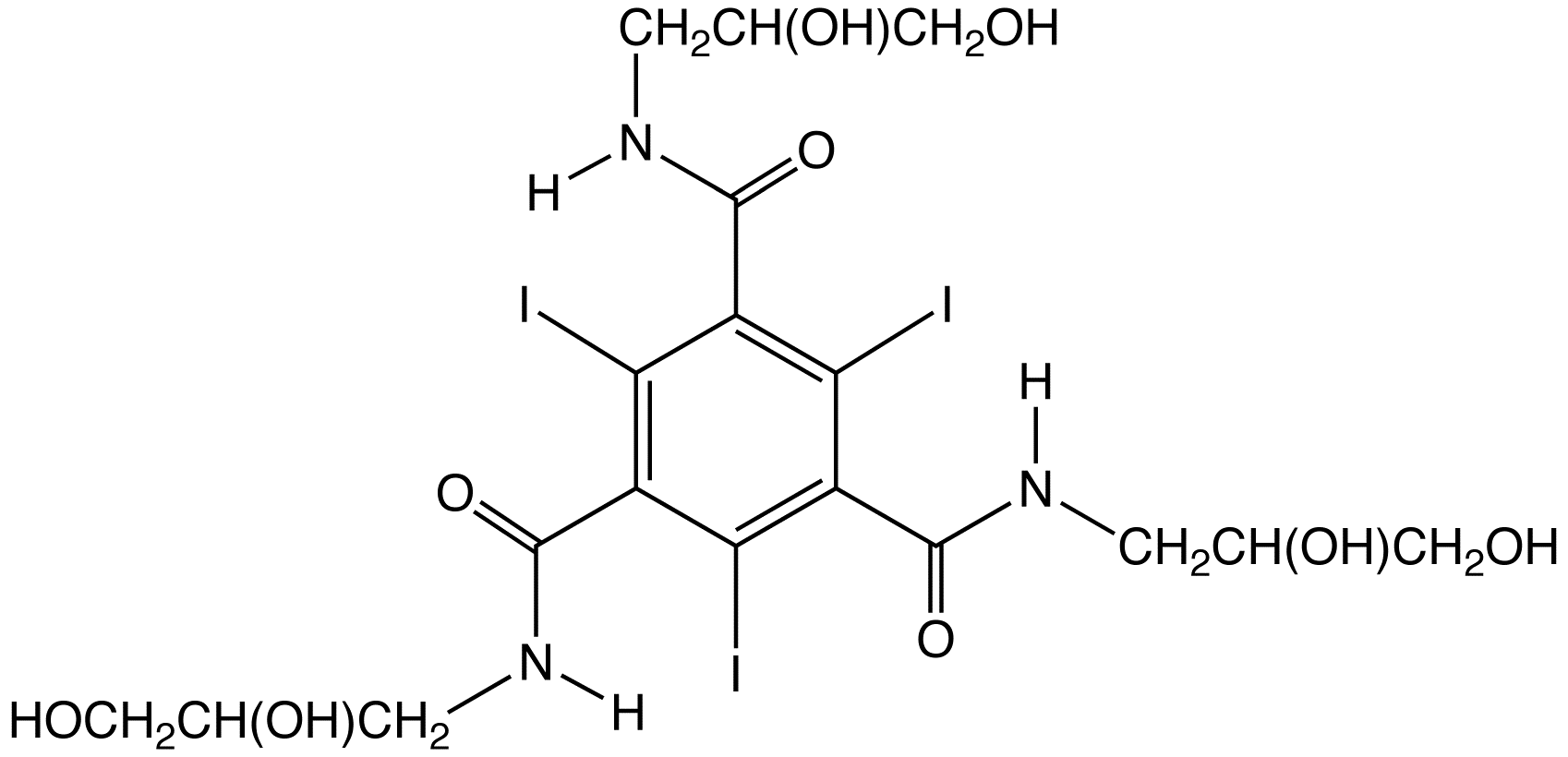
Estructura del yoversol, un compuesto organoyodado utilizado como agente de contraste para rayos X

A pesar de que el yoduro de metilo no es un producto importante en la industria, es un importante intermediario, siendo generado transitoriamente en la producción industrial del ácido acético y anhídrido acético. 
Los compuestos orgánicos poliyodados se emplean a veces como agentes de contraste para rayos X, en fluoroscopia, un tipo de imagen médica. Esta aplicación aprovecha la capacidad de absorción de rayos X de los núcleos pesados de yodo. Diversos agentes de contraste están disponibles en el mercado, muchos de ellos derivados del 1,3,5-triyodobenceno y contienen aproximadamente un 50% en peso de yodo. Para la mayoría de las aplicaciones, el agente debe ser altamente soluble en agua y, por supuesto, no ser tóxico y poder eliminarse fácilmente. Un reactivo representativo es el yoversol (ver imagen a la derecha), que tiene sustituyentes diol para mejorar la solubilización de agua. Las aplicaciones típicas incluyen urografía y angiografía.

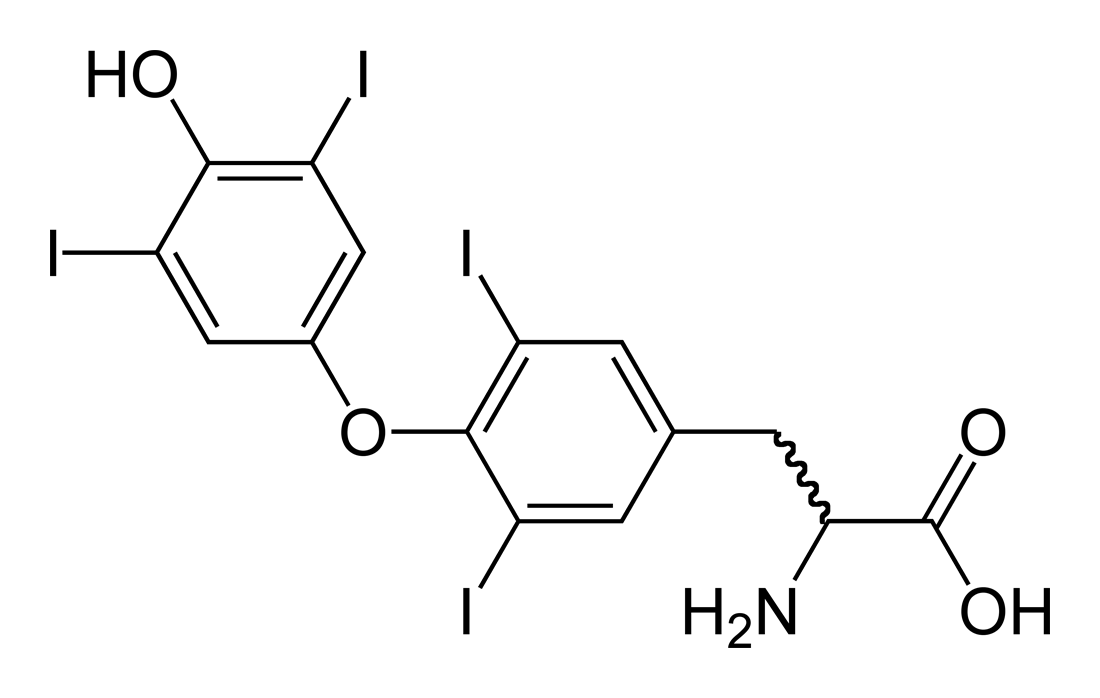
Tiroxina (T_{4})

Triyodotironina (T_{3})

## Papel biológico
En términos de salud humana, los organoyodados más importantes son las dos hormonas tiroideas: la tiroxina ("T4") y la triyodotironina ("T3"). Los productos naturales marinos son fuentes ricas de organoyodados, como los recientemente descubiertos plakohipaforinas de la esponja Plakortis simplex.
La suma del yodometano producido por el medio ambiente marino, la actividad microbiana en los arrozales y la quema de material biológico se estima en 214 kilotones por año. El yodometano volátil es degradado por reacciones de oxidación en la atmósfera y así se establece el ciclo mundial del yodo.

## Enlaces químicos del carbono con el resto de átomos
| CH  |     |     |     |     |     |     |     |     |     |     |     |     |     |     |     |     |     | He  |
| CLi | CBe |     |     |     |     |     |     |     |     |     |     | CB  | CC  | CN  | CO  | CO  | CF  | Ne  |
| CNa | CMg |     |     |     |     |     |     |     |     |     |     | CAl | CSi | CP  | CS  | CS  | CCl | CAr |
| CK  | CCa | CSc | CTi | CV  | CCr | CMn | CFe | CCo | CNi | CCu | CZn | CGa | CGe | CAs | CSe | CSe | CBr | CKr |
| CRb | CSr | CY  | CZr | CNb | CMo | CTc | CRu | CRh | CPd | CAg | CCd | CIn | CSn | CSb | CTe | CTe | CI  | CXe |
| CCs | CBa |     | CHf | CTa | CW  | CRe | COs | CIr | CPt | CAu | CHg | CTl | CPb | CBi | CPo | CPo | CAt | Rn  |
| Fr  | CRa | Rf  | Db  | CSg | Bh  | Hs  | Mt  | Ds  | Rg  | Cn  | Nh  | Fl  | Mc  | Lv  | Lv  | Ts  | Og  |     |
|     |     | ↓   |     |     |     |     |     |     |     |     |     |     |     |     |     |     |     |     |
|     |     | CLa | CCe | CPr | CNd | CPm | CSm | CEu | CGd | CTb | CDy | CHo | CEr | CTm | CYb | CYb | CLu |     |
|     |     | Ac  | CTh | CPa | CU  | CNp | CPu | CAm | CCm | CBk | CCf | CEs | Fm  | Md  | No  | No  | Lr  |     |

| Química orgánica básica.                        | Muchos usos en Química.           |
| Investigación académica, pero no un amplio uso. | Enlace desconocido / no evaluado. |